# أمراض تنقلها المياه

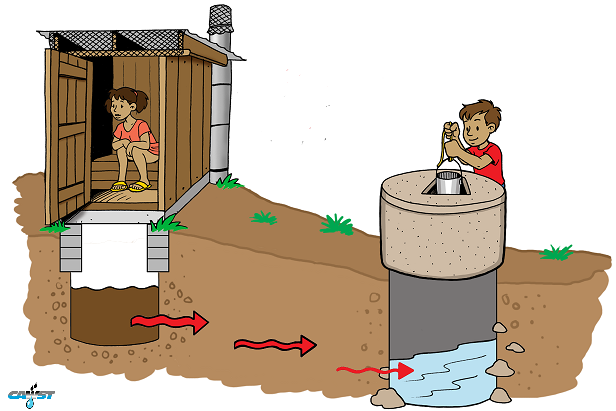
تلوث المياة الجوفية

أمراض تنقلها المياه، هي الأمراض التي تنتقل إلى الإنسان أو الحيوان عن طريق المياه، والتي عادة ما تحتوي على نسبة من الكائنات الدقيقة المسببة للأمراض؛ وهذه الأخيرة تُنقل مباشرة عندما تتلوث المياه العذبة ويستعملها الإنسان أو الكائن الحي بصفة عامة في الشرب أو الاستحمام، كما تُسبب نفس الأمراض عندما يتم استخدامها في تحضير الطعام. وفقا لمنظمة الصحة العالمية، فإن 1.4% من الأشخاص الذين عانوا أو يعانون من الإسهال سببه المياه الملوثة. ووفقا لنفس المنظمة فالمياه الملوثة (خاصة الجوفية) تتسبب في وفاة 1.8 مليون شخص كل عام. ويُقدر أن 88 ٪ من هذا المشاكل يُعزى إلى اختلاط مياه الصرف الصحي بالمياه النقية أو الجوفية العذبة مما يؤدي إلى تلويثها ووجود كائنات قد تُسبب أمراضا خطيرة.
تشتمل المياه الملوثة على كائنات حية دقيقة مثل البروتوزوا والفيروسات والبكتيريا وكثير منها الطفيليات المعوية المسببة للأمراض.
قبل ظهور نظرية جرثومة المرض أو فهم طبيعة المياه كوسيلة لنقل الأمراض، كانت المعتقدات التقليدية تحذر من استخدام المياه الملوثة، وتُفضِل استخدام مشروبات أخرى مثل النبيذ والبيرة والشاي. ففي قوافل الجمال التي اجتازت آسيا الوسطى على طول طريق الحرير، كتب المستكشف «أوين لاتيمور»: «سبب شربنا الشاي كثيرا هو المياه السيئة. لا نشرب الماء غير المغلي». بل كان هناك اعتقادا بأن الماء الملوث يسبب تقرحات في القدمين.

## الآثار الاجتماعية والاقتصادية
تُأثر الأمراض المنقولة بالمياه تأثيرا كبيرا على الاقتصاد محليا ودوليا. وعادة ما يتكلف الأشخاص المصابون بالأمراض المنقولة بالماء تكاليفا كبيرة للعلاج وبصفة خاصة في البلدان الأقل نموا. تتمثل الخسائر المالية في تكاليف العلاج الطبي والأدوية، وتكاليف النقل، والأغذية الخاصة، وفقدان القوى العاملة. بل قد تُضطر العديد من الأسر أن تبيع أراضيها لدفع ثمن العلاج في مستشفى مناسب. في المتوسط، تنفق الأسرة حوالي 10٪ من دخل الأسرة الشهري لعلاج شخص مصاب.

## العدوى حسب نوع المسبب للمرض
يمكن تصنيف الأمراض التي تنقلها المياه على حسب نوع الكائن المسبب للمرض كالتالي:

### أمراض تسببهاكائنات أولية
| المرض ووسيلة نقله                           | الوسيط الميكروبي                                                                        | مصادر الوسيط في المياه | أعراض عامة                                                                                              |
| ------------------------------------------- | --------------------------------------------------------------------------------------- | --- | --- |
| داء الأميبات (اليد إلى الفم)                | كائن أولي (أنتيميبا هيستوليتيكا) (كيسية المظهر)                                         | صرف صحي، مياه الشرب غير المعالجة، حشرات طائرة | اضطراب في البطن، إعياء، فقدان الوزن، إسهال، الانتفاخ، حمى                                               |
| داء خفيات الأبواغ (عن طريق الفم)            | كائن أولي (خفية الأبواغ الصغيرة)                                                        | تتجمع على مرشحات المياة التي لا يتم تطهيرها، السماد العضوي، المياه الجارية الموسمية. | أعراض شبيهة بالإنفلونزا، الإسهال المائي، فقدان الشهية، فقدان كبير للوزن، الانتفاخ، زيادة الغازات، غثيان |
| داء حلقيات الأبواغ                          | طفيليات أولية (Cyclospora cayetanensis)                                                 | صرف صحي، مياه الشرب غير المعالجة | شد عضلي، غثيان، تقيؤ، آلام في العضلات، الحمي، التعب                                                     |
| داء الجيارديات (fecal-oral) (اليد إلى الفم) | كائن أولي (جياردية معوية (بالإنجليزية: Giardia lamblia)) الطفيليات المعوية الأكثر شيوعا | المياه غير المعالجة، التطهير السيئ، فواصل الأنابيب، التسربات، [تلوث المياه الجوفية] المخيمات حيث يتشارك البشر والحيوانات البرية نفس مصدر المياه، القنادس تجعل البرك تمثل مستودعات للجيارديات. | الإسهال، آلام البطن، الانتفاخ، إطلاق الريح                                                              |
| داء البوغيات الخفية                         | كائن أولي (بويغيات)، لكن ترتبط ارتباطا وثيقا بالفطريات                                  | تم الكشف عن Encephalitozoon intestinalis في المياه الجوفية | الإسهال والهزال للأفراد ناقصي المناعة                                                                   |

### أمراض تسببهاالبكتيريا
| المرض ووسيلة نقله                                           | الوسيط الميكروبي                                                         | مصادر الوسيط في المياه | أعراض عامة |
| ----------------------------------------------------------- | ------------------------------------------------------------------------ | --- | --- |
| تسمم سجقي                                                   | مطثية وشيقية                                                             | يمكن للبكتيريا أن تدخل جرحا مفتوحا من مصادر المياه الملوثة. يمكن أن يدخل الجهاز الهضمي من خلال استهلاك الملوثة ماء الشرب أو (أكثر شيوعا) الغذاء.               | جفاف الفم، عدم وضوح الرؤية، و/أو ازدواج الرؤية، وصعوبة في البلع، وضعف العضلات، صعوبة في التنفس، والكلام متقلب، تقيؤ وأحيانا إسهال. الموت عادة ما يسببه فشل تنفسي. |
| داء العطائف                                                 | عادة تنتج عن عطيفة صائمية                                                | شرب ماء ملوث بالبراز | زحار مصحوب بحمى.يستمر عادة من 2 -10 أيام. |
| كوليرا                                                      | تنتشر بسبب بكتيرا ضمة الكوليرا                                           | شرب ماء ملوث بالبكتيريا | في الحالات الحادة يعد واحد من أسرع الأمراض القاتلة المعروفة. وتشمل الأعراض الإسهال المائي جدا، غثيان، شد عضلي، رعاف، النبض السريع، والتقيؤ، و نقص حجم الدم (في الحالات الشديدة) يمكن أن يحدث الموت في 12-18 ساعة. |
| إشريكية قولونية                                             | سلالات معينة من إشريكية قولونية (عادة إي. كولاي )                        | ماء ملوث بالبكتيريا | إسهال، يمكن أن تسبب الموت لنقص المناعة. الأفراد الصغار جدا وكبار السن بسبب الجفاف من المرض لفترات طويلة. |
| المتفطرة البحرية ‏                                           | Mycobacterium marinum                                                    | يحدث بشكل طبيعي في الماء، ومعظم الحالات من حمامات السباحة وفي كثير من الأحيان بسبب أحواض السمك؛ عدوى نادرة لأنها تصيب في الغالب الأفراد المصابون بنقص المناعة. | تشمل الأعراض تلف الأنسجة التي تقع عادة على المرفقين والركبتين والقدمين من حمامات السباحة) أو الآفات على اليدين من (حوض السمك). قد تكون الآفات غير مؤلمة أو مؤلمة. |
| زحار                                                        | تنتج عن عدد من الأجناس شيغيلا وسلمونيلا وأكثرها شيوعا الشيغيلة الزحارية  | ماء ملوث بالبكتيريا | تكرار البراز مع الدم و/أو المخاط وفي بعض الحالات قيء دموي. |
| داء الفيالقة (شكلين متميزين: مرض Legionnaires وحمى Pontiac) | تسببها بكتيريا تنتمي إلى جنس فيلقية (90% من الحالات بسبب فيلقية مستروحة) | الليجيونيلا (Legionella) هو كائن شائع تكاثره لأعداد كبيرة في الماء الدافئ، ويسبب أمراض خطيرة عند استنشاقه.                                                     | حمى Pontiac تُحدِث أعراضا تشبه الإنفلونزا الحادة بدون التهاب رئوي. مرض Legionnaires له أعراض حادة مثل الحمى والرعشة، التهاب رئوي (مع كحة تُنتج أحيانا بلغم)، ترنح، فقدان الشهية، ألم بالعضلات، توعك وأحيانا إسهال وتقيؤ. |
| داء البريميات                                               | تسببها بكتيريا بريمية                                                    | ماء ملوث ببول الحيوانات الحاملة للبكتيريا | تبدأ بأعراض شبيهة بالإنفلونزا ثم المرحلة الثانية التهاب السحايا، وتسبب تلف الكبد، يرقان، و قصور كلوي |
| التهاب الأذن الخارجية (أذن السبَّاح)                          | تنتج عن عدد من البكتيريا والفطريات.                                      | السباحة في المياه الملوثة | تتضخم قناة الأذن، مما يسبب الألم |
| داء السلمونيلات                                             | تسببها العديد من البكتيريا من جنس سلمونيلا                               | مياه الشرب الملوثة بالبكتيريا. من أشهر الأمراض المنقولة بالغذاء.                                                                                               | الأعراض تشمل إسهال، حمى، تقيؤ وتشنجات البطن |
| حمى التيفوئيد                                               | سلمونيلا كوليرا الخنازير                                                 | شرب الماء الملوث ببراز شخص مصاب | الحمى المستمرة حتى 40 درجة مئوية (104 درجة فهرنهايت)، تعرق غزير، يمكن حدوث إسهال. تتطور الأعراض إلى هذيان وقد يتضخم الطحال و الكبد إذا لم تُعالج. في هذه الحالة يمكن أن تستمر لمدة تصل إلى أربعة أسابيع وتسبب الموت. بعض الأشخاص الذين يعانون من حمى التيفود تعاني من طفح جلدي يسمى "بقع الورد"، بقع حمراء صغيرة على البطن والصدر. |
| بكتيريا الضمة                                               | Vibrio vulnificus و Vibrio alginolyticusو Vibrio parahaemolyticus        | يمكن أن تدخل الجروح من الماء الملوث. كذلك بشرب الماء الملوث أو أكل المحار غير المطبوخ.                                                                         | أعراض تشمل البراز الدموي، قشعريرة، والارتباك، وصعوبة الانتباه (نقص الانتباه)، والهذيان، وتقلب المزاج، والهلوسة، ونزيف في الأنف، والتعب الحاد، السبات العميق. |

- [1][8]

### أمراض تسببهاالفيروسات
| المرض ووسيلة نقله      | الوسيط الفيروسي                        | مصادر الوسيط في المياه                                                            | الأعراض العامة |
| ---------------------- | -------------------------------------- | --------------------------------------------------------------------------------- | --- |
| التهاب رئوي لانمطي حاد | فيروس كورونا                           | في المياه المعالجة بطريقة غير مناسبة                                              | حمى، ألم عضلي، خمول، أمراض الجهاز الهضمي، سعال، التهاب الحلق |
| التهاب الكبد الوبائي أ | فيروس الكبد الوبائي (HAV)              | تظهر في الماء والغذاء                                                             | إعياء، حمي، ألم في البطن، الغثيان، الإسهال، وفقدان الوزن، يرقان واكتئاب (حالة نفسية). |
| شلل الأطفال (Polio)    | فيروسة سنجابية                         | ماء ملوث ببراز شخص مصاب                                                           | 90-95٪ من المرضى لا تظهر عليهم أي أعراض، 4-8٪ لديهم أعراض طفيفة (نسبيا) مع هذيان، صداع، حمى، وأحيانا نوبة (طب) وتقبض، 1٪ لديهم أعراض التهاب السحايا العقيم غير الشلل. والباقي لديهم أعراض خطيرة مما يؤدى إلى الشلل أو الوفاة. |
| عدوى فيروسية متعددة    | فيروس جي سي (JC) و فيروس البي كيه (BK) | يمكن أن تظهر نفسها في الماء، حوالي 80٪ من الناس عندهم أجسام مضادة لتلك الفيروسات. | فيروس BK يُسبب عدوى الجهاز التنفسي ويمكن أن يصيب من أجروا زراعة الكُلية بالتثبيط. فيروس JC يصيب الجهاز التنفسي والكُلية، وقد يسبب اعتلال بيضاء الدماغ متعدد البؤر المترقي في الدماغ (وهو قاتل).                                  |

- [2][5]

### أمراض تسببها الطحالب
| المرض ووسيلة نقله | الوسيط الميكروبي    | مصادر الوسيط في المياه                   | أعراض عامة          |
| ----------------- | ------------------- | ---------------------------------------- | ------------------- |
| Desmodesmus عدوى  | desmodesmus armatus | تحدث في المياه، قد تدخل الجروح المفتوحة. | تشبه عدوى الفطريات. |

- [9]